# أوغسطين واشنطن
أوغسطين واشنطن (بالإنجليزية: Augustine Washington)‏ (1694-12 أبريل 1743) هو والد الرئيس ومؤسس الولايات المتحدة جورج واشنطن .

## سيرة
ولد أوغسطين في مقاطعة ويستمورلاند في مستعمرة فرجينيا سنة 1694 للورانس واشنطن و ميلدريد وارنر، كان مزارع ينتمي إلى طبقة النبلاء . في بداية شبابه تزوج جين بتلر سنة 1715 وأنجبت له ثلاثة أطفال . وبعد وفاة جين بسنة تزوج ماري بل سنة 1731 وأنجبت له ستة أطفال أكبرهم جورج. توفي في 12 أبريل 1743 بمقاطعة ستافورد في فرجينيا.